# Frederik IV van Wied

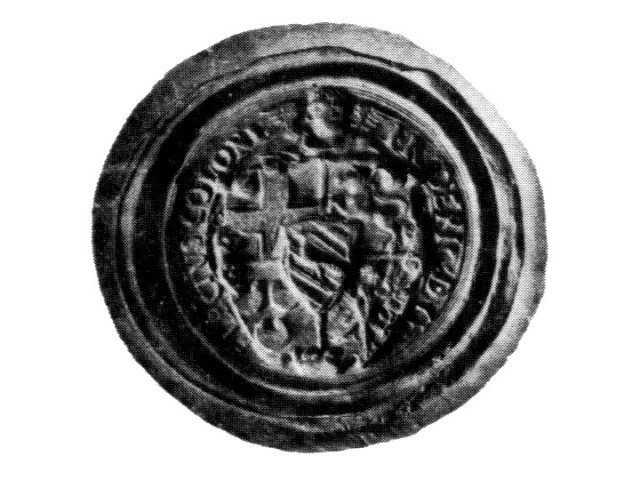
Zegel van Frederik van Wied

Frederik van Wied, voluit Frederik, graaf van Wied, heer van Runckel en Isenburg, ook wel Frederik IV (1518 - 1568), was een vooraanstaand geestelijke in het Rijnland. Hij was proost van een aantal belangrijke kapittelkerken en aartsbisschop van Keulen.

## Levensloop
Frederik van Wied was een telg uit een invloedrijk adellijk geslacht uit het Rijnland, de graven van Wied. Hij werd in 1518 geboren als zoon van Jan III van Wied en diens echtgenote, gravin Elisabeth van Nassau-Dillenburg.
In 1534 werd hij proost van het Cassius-stift in Bonn, een positie die de Van Wieds al dikwijls hadden bezet. Nadat hij het proostschap in Bonn in 1548 had opgegeven, klom hij aan het Keulse Domkapittel langzaam op van kanunnik (1537), via wijbisschop (1548), schatkistbeheerder (1549) en subdeken (1558) naar de op een na hoogste positie aan het kapittel, die van deken (1558). Een jaar later werd hij door Filips II benoemd tot proost van het Sint-Servaaskapittel in Maastricht. In die laatste hoedanigheid was hij tevens heer van de Elf banken van Sint-Servaas, Tweebergen en Mechelen-aan-de-Maas. In Keulen was hij verder nog proost van het Sint-Gereonkapittel.
Op 19 november 1562 werd hij door het Domkapittel gekozen tot aartsbisschop van Keulen. Hij weigerde echter een door het Concilie van Trente geïntroduceerde eed af te leggen (de zgn. Professio fidei Tridentinae), zodat hij geen bevestiging van paus Pius IV ontving. Als niet-gewijd aartsbisschop (hij had de hogere priesterwijdingen ook niet ontvangen) was Frederik vooral een gedegen en spaarzaam bestuurder. Hij bekommerde zich minder over de toenemende invloed van het protestantisme in zijn gebied. Met het Domkapittel had hij regelmatig aanvaringen over geestelijke aangelegenheden. Door zijn hardhorendheid was het moeilijk toegang te krijgen tot de aartsbisschop.
Door het ontbreken van pauselijke en keizerlijke steun, raakte hij langzamerhand in een isolement. In augustus 1567 besloot hij afstand te doen. Hierna volgden nog enige onderhandelingen met paus Pius V over zijn terugtredingsvoorwaarden (o.a. de hoogte van een lijfrente), waarna hij in oktober van dat jaar het keurvorstelijk paleis verliet.
Frederik van Wied overleed op 23 december 1568, waarna zijn lichaam op het priesterkoor van de Dominicanenkerk van Keulen werd bijgezet.
- Gemeinsame Normdatei: 132700999
- Virtual International Authority File: 62716355
- WorldCat: E39PBJvMFq394Pxbg8XkCTVpyd